# كمال ثابا
كمال ثابا هو لاعب كرة قدم نيبالي في مركز الدفاع، ولد في 20 سبتمبر 1981 في فاراناسي في الهند. لعب مع نادي بونه.